# Монографія

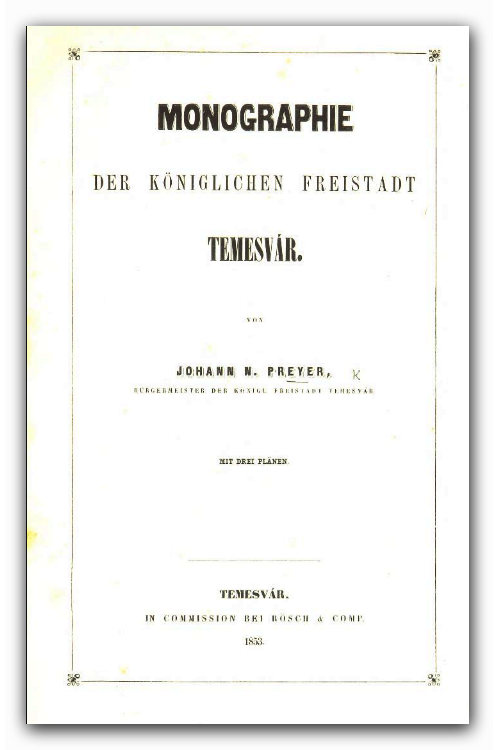
«Monographie der königlichen Freistadt Temesvár», 1853 р.

Моногра́фія  («наукове дослідження, присвячене одній темі» англ. monograph, нім. і фр. monographie від грец. μόνος «один, єдиний» та γράφω «пишу») — наукова праця, що належить одному чи кільком авторам, у вигляді книги з поглибленим вивченням однієї або кількох (тісно пов'язаних між собою) тем.
Наукова монографія є результатом науково-дослідної праці, що передбачає всебічне узагальнення та критичний аналіз теоретичного матеріалу з певної наукової проблеми або теми. Монографія розглядається як кваліфікаційна наукова праця та може замінювати дисертаційну роботу за певних умов. На відміну від підручника, в якому розглядається стан знань у певній галузі, основна мета монографії — представити первинне дослідження та оригінальну наукову роботу. Монографія є більш докладною та розгорнутою ніж наукова стаття. Призначені для інших дослідників і купуються переважно бібліотеками, монографії, як правило, публікуються окремими томами невеликим накладом.
Усталеною практикою серед науковців є завершення тривалого дослідження певної теми публікацією монографії, що містить детальний опис методики дослідження, представлення отриманих результатів та їхню інтерпретацію.
У бібліотекознавстві термін «монографія» позначає будь-яку несерійну публікацію, що складається з одного або декількох томів (обмеженої їхньої кількості). І саме це відрізняє її від серійних публікацій, як-от газети або часопису (журналу).

## Вимоги до монографій
В Україні спеціалізовані вчені ради зобов'язані приймати до захисту дисертації на здобуття наукового ступеня доктора наук у вигляді опублікованої монографії за таких умов:
1. Монографія повинна бути опублікована без співавторів.
2. Монографія має обов'язково містити результати наукових досліджень автора, опубліковані раніше в наукових фахових виданнях України або інших країн.
3. Обсяг основного змісту монографії для здобуття наукового ступеня доктора наук у галузі гуманітарних та суспільних наук становить не менше 15 обліково-видавничих аркушів; у галузі природничих та технічних наук — не менше 10 обліково-видавничих аркушів.
4. Наявність рецензій не менше двох докторів наук, фахівців за спеціальністю дисертації, про що має бути зазначено у вихідних даних монографії.
5. Наявність рекомендації вченої ради наукової установи, організації або вищого навчального закладу про опублікування монографії, про що має бути зазначено в її вихідних даних.
6. Наклад не менше 300 примірників.
7. Наявність міжнародного стандартного номера книги ISBN.
8. Повне дотримання вимог щодо редакційного оформлення монографії згідно з державними стандартами України.
9. Наявність монографії у фондах бібліотек України, перелік яких затверджено наказом голови ВАК України від 4 квітня 2000 року № 176 та зареєстровано в Міністерстві юстиції 14.06.2000 за № 353/4574.